# 命运2
《命运2》（又译作）是一款由Bungie主力开发并由动视在PlayStation 4、Xbox One以及Windows平台上发行的動作角色扮演大型多人線上第一人稱射擊遊戲。本作是2014年发售的《命运》的正统续作。游戏相比前作取消了PlayStation 3和Xbox 360平台并增加了Windows平台，以及增加了对繁简中文的支持。
Bungie于2017年3月30日正式发布了《命运2》的宣传视频。游戏于2017年9月6日发售Xbox One及PlayStation 4版本，新增加的Windows平台10月24日在暴雪战网发售；Windows版本由动视的兄弟公司暴雪娱乐负责运营。在Bungie与动视分手后，游戏的Windows版本于2019年登陆Steam网络商店，并且增加了对谷歌的云游戏平台Google Stadia的支持。2020年5月，Bungie确认《命运2》将会登陆新世代主机PlayStation 5和Xbox Series X/S。该游戏以玩家对环境（PvE）及玩家对战（PvP）为主。玩家对环境下，有诸如迷宫探索（游戏中分为两种，地牢与“打击”，三人组队）、突袭（六人组队，通常由复杂的地图和游戏机制组成）等游戏模式。

## 游戏背景
在外星種族的侵袭下历经了数个世纪的磨难的地球文明幸存者们终于迎来了胜利的曙光。最后之城的每条街道每个角落，都流传着一位传奇守护者的故事：他独闯黑暗花园和玻璃宝库消灭了能够扭曲时间和因果的可怕敌人；他带领守护者们斩杀了月球的邪魔族之主，连前来寻仇的至高无上的邪魔族之神都倒在他脚下；他深入瘟疫之地封印了失控四处逃逸作乱的远古纳米科技；他与传说并肩，成为了几个世纪以来第一位新的钢铁领主，甚至在很少与人类打交道的觉醒者王室中都备受尊崇。在这传奇英雄的带领和鼓舞下，人类的敌人接连被消灭驱逐，地球文明似乎终于看到了复兴的希望。
然而黑暗的阴霾再次笼罩了太阳系。曾经在火星遭受惨重损失的卡巴爾人多年前向银河深处发送的求救信号现在终于有了回应，卡巴爾帝国的庞大军团再次降临太阳系，而这一次他们径直将魔爪伸向了正在缓慢恢复生机的“旅者”，夺去了守护者们赖以生存的“光能”。在史无前例的强大火力猛攻下，庇护了人类长达百年的最后之城终于在火海中倒下了。失去家园的难民和守护者被迫流落他乡，在荒芜残破的原野间避难求生。那位传奇守护者，新任钢铁领主，这次能否带领人类重整旗鼓，走向胜利？